# Cattedrale di Maria Saal
La chiesa di Santa Maria Assunta è l'antica cattedrale della città di Maria Saal, in Austria.

## Storia
Una prima chiesa dedicata a Santa Maria venne costruita sul sito dell'attuale chiesa nel 753 dal corepiscopo Modesto. Nel 945 fu dotata di ampi possedimenti e venne eletta a chiesa madre della Carinzia, nell'ambito della diocesi di Salisburgo, assumendo il titolo di "cattedrale", come sede del corepiscopo. Nel 1072 tale ruolo passò alla cattedrale di Gurk. L'attuale chiesa fu costruita secondo l'architettura gotica nel XV secolo, tra il 1430 ed il 1459, e poi in parte rifatta nel Seicento.

## Descrizione

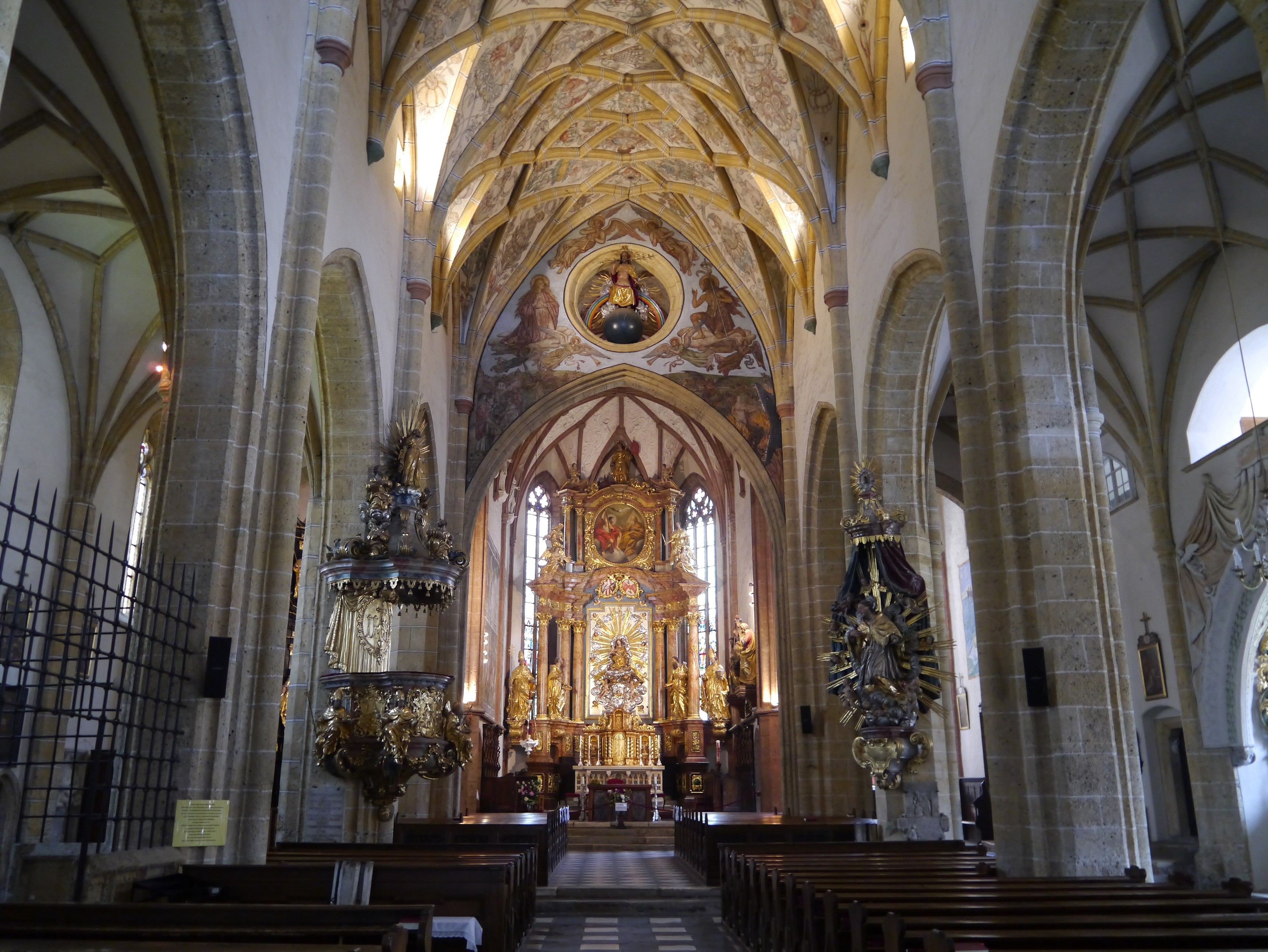
Veduta dell'interno

La chiesa di Santa Maria Assunta di Maria Saal, paese situato nella regione della Carinzia, presenta due torri sulla facciata e bassorilievi romani, provenienti dagli scavi di Virunum, sul fianco destro (secoli III-IV). La tipologia è quella tipica della Staffelkirche, dove si ha la navata centrale più alta delle laterali (come nella basilica), ma nello stesso tempo ci sia anche una percezione unitaria di tutto lo spazio interno (come nella Hallenkirche). L'interno, preceduto da un nartece gotico, è a tre navate, di cui la centrale è più alta, con volte reticolate, cappelle laterali e coro poligonale. Le volte della navata centrale sono ornate da begli affreschi raffiguranti l'albero di Jesse, nei quali gli antenati di Cristo  escono da corolle di fiori. Nel coro, a sinistra, affreschi di anonimo maestro friulano (XV secolo) raffiguranti la strage degli Innocenti, l'Adorazione dei Magi, la Fuga in Egitto. Sul grande altare maggiore sta una venerata statua della Vergine (1425), meta di pellegrinaggi. In fondo alla navata destra dossale ad ante (Flügelaltar) raffigurante San Giorgio (XVI secolo); in fondo alla navata sinistra Flügelaltar in legno scolpito policromo raffigurante l'Incoronazione della Vergine, opera della scuola di Villaco (XVI secolo).